# Farolas de Vic

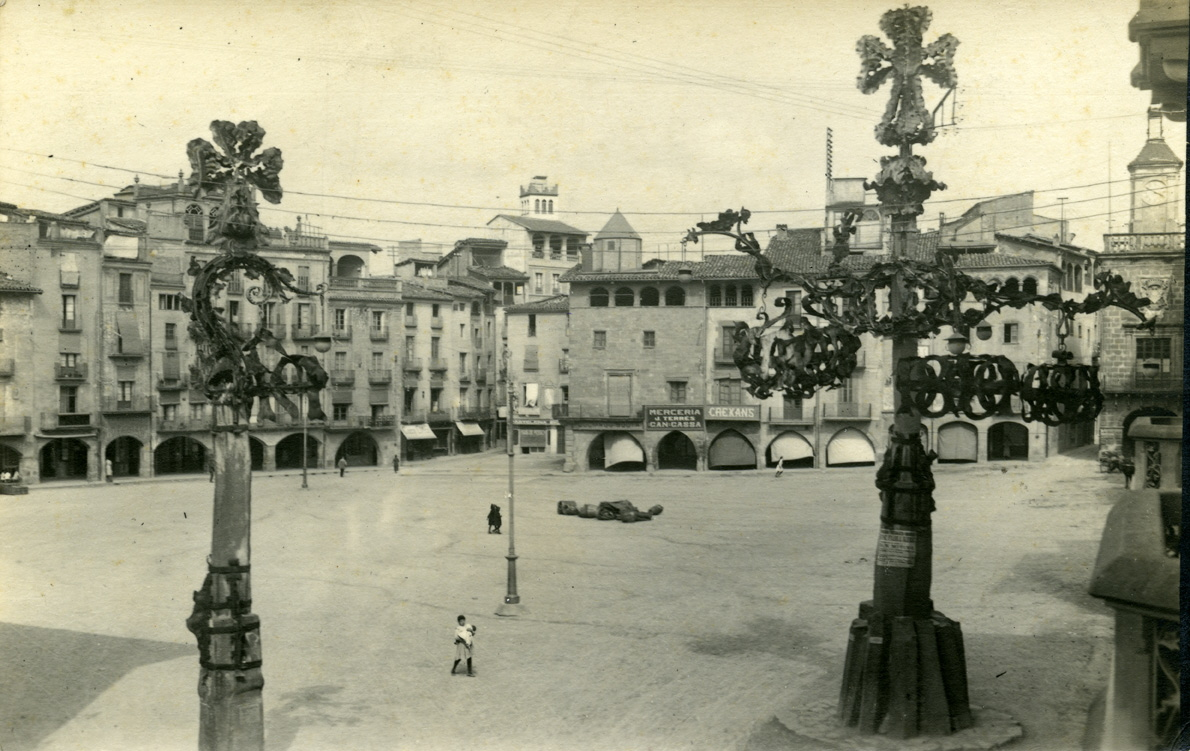
Farolas de Vic

Las farolas conmemorativas del I Centenario del nacimiento de Jaime Balmes estaban situadas en la plaza Mayor de Vic. Eran unas farolas-obelisco de estilo modernista diseñadas por Antoni Gaudí en 1910. Fueron derribadas en 1924 debido a su mal estado de conservación.
Gaudí realizó esta obra en los últimos años de su carrera, dedicados casi en exclusiva a la Sagrada Familia. En este período llegó a la culminación de su estilo naturalista, haciendo una síntesis de todas las soluciones y estilos probados hasta aquel entonces. El arquitecto logra una perfecta armonía en la interrelación entre los elementos estructurales y los ornamentales, entre plástica y estética, entre función y forma, entre contenido y continente, logrando la integración de todas las artes en un todo estructurado y lógico.

## Historia y descripción

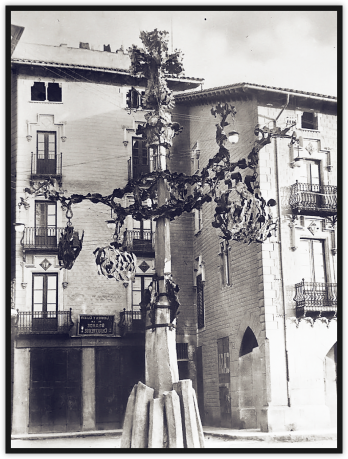
Foto de una de las farolas

En mayo de 1910 Gaudí pasó una breve estancia de tres semanas de reposo en Vic, por consejo del padre jesuita Ignacio Casanovas. El motivo fue una anemia cerebral o una depresión nerviosa. Aquí recibió el encargo de diseñar un monumento en conmemoración del primer centenario del nacimiento del eclesiástico y filósofo vicense Jaime Balmes. En su lugar el arquitecto pensó que sería más práctico la colocación de unas farolas decoradas a modo de monumento, de las que se realizaron dos, situadas en un lado de la plaza Mayor de la ciudad, en la desembocadura de la calle de Verdaguer. Gaudí ya había diseñado diversas farolas en su juventud, como las situadas en la plaza Real (1879) y en el Pla de Palau (1889) de Barcelona, o unas para la muralla de mar de la Ciudad Condal que no llegaron a realizarse (1880).

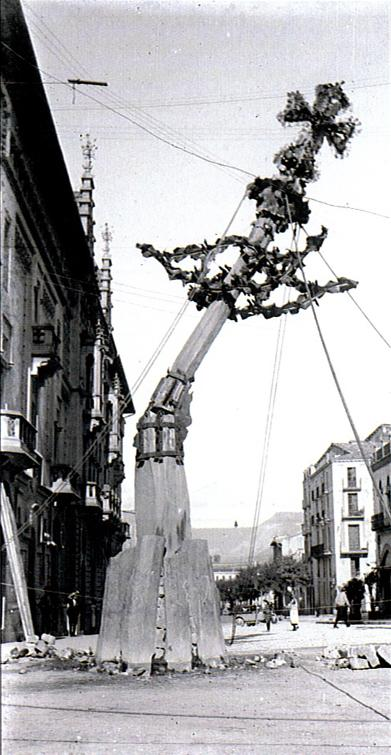
Derribo de las farolas (1924)

La realización de las farolas fue dirigida por José Canaleta, ayudante de Gaudí, y ejecutada por el contratista Lluís Illa y los cerrajeros Joan Colomer y Ramon Collell. El arquitecto Josep Maria Jujol, también ayudante de Gaudí por entonces, intervino en la decoración, dando un toque dorado a los hierros.
Eran unas farolas en forma de obelisco, con base y fuste de piedra basáltica de Castellfollit de la Roca y brazos de hierro forjado, rematadas por una cruz de cuatro brazos, también de hierro. Una de las farolas tenía el basamento formado por un solo bloque de basalto, mientras que la otra tenía varios bloques que apuntalaban la columna como si fuesen contrafuertes. La primera era más sencilla, con un remate de perfil curvo semejante a un báculo que sostenía la lámpara y un remate en cruz. La segunda tenía dos brazos de hierro de los que colgaban tres planchas de hierro con seis luminarias de globos de cristal y, a modo de decoración y como conmemoración a Balmes, figuraban las fechas de nacimiento y defunción del escritor (28 de agosto de 1810 y 9 de julio de 1848), así como diversos motivos vegetales. El remate era igualmente una cruz.
El aspecto general de estas farolas era naturalista, con la piedra desbastada y los elementos de hierro de formas sinuosas y retorcidas. La que tenía dos brazos parecía un árbol con sus ramas y sus hojas, con elementos colgantes a modo de racimos, y la cruz tenía unos pinchos que semejaban espinas.
Al parecer, Gaudí había previsto colocar en la base de las farolas unos bancos para sentarse, de forma circular, que finalmente no se realizaron.
Las farolas fueron inauguradas el 7 de septiembre de 1910, con la presencia de la infanta Isabel de Borbón y el obispo de Vic, José Torras y Bages. En 1924, lamentablemente, fueron derribadas a causa de su mal estado de conservación. El Ayuntamiento de Vic descartó la restauración de las farolas, que habría sido factible, debido a su elevado coste. También desestimó un recurso interpuesto por varios vecinos que señalaban su carácter conmemorativo. El derribo se produjo el 12 de agosto de 1924.